# Urakaze (tàu khu trục Nhật)
Urakaze (tiếng Nhật: 浦風) là một tàu khu trục hạng nhất của Hải quân Đế quốc Nhật Bản thuộc lớp Kagerō đã phục vụ tại Mặt trận Thái Bình Dương trong Chiến tranh Thế giới thứ hai.
Vào ngày 21 tháng 11 năm 1944, Urakaze bị tàu ngầm Mỹ Sealion phóng ngư lôi đánh chìm với tổn thất nhân mạng toàn bộ thủy thủ đoàn trên tàu. Nó chìm ở vị trí 120 km (65 dặm) về phía Tây Bắc Keelung, Đài Loan, tọa độ 26°09′B 121°23′Đ / 26,15°B 121,383°Đ.
Urakaze được rút khỏi danh sách Đăng bạ Hải quân vào ngày 10 tháng 12 năm 1945.